# Norbert Elsner (Ingenieur)
Norbert Elsner  (* 6. September 1917 in Rauschwalde; † 17. November 2001 in Dresden) war ein deutscher Ingenieur und Professor für Energiewirtschaft. Sein Spezialgebiet war die Technische Thermodynamik. Er war Prodekan und Dekan sowie Mitglied des Wissenschaftlichen Rates der Technischen Universität Dresden.

## Leben und Wirken
Norbert Elsner  wurde in Rauschwalde in Schlesien geboren. Von 1937 bis 1942 studierte er an der Technischen Hochschule Breslau (TH Breslau) das Fach Maschinenbau und erlangte den Abschluss als Diplom-Ingenieur (Dipl.-Ing.). Danach war er von 1942 bis 1945 Assistent am Institut für Kolbenmaschinen und Energiewirtschaft der TH Breslau, wechselte nach Kriegsende bis 1946 als wissenschaftlicher Mitarbeiter an den Lehrstuhl für Energiewirtschaft der Technischen Hochschule Dresden.
Von 1946 bis 1952 wurde Elsner dienstverpflichtet und musste an Projekten im Rahmen der sowjetischen Raketenentwicklung in der Sowjetunion arbeiten.
Nach seiner Rückkehr war er ab 1952 zunächst Assistent am Institut für Energiewirtschaft der TH Dresden bei Walther Pauer. Ab Frühjahr 1953 war er als Lehrbeauftragter für Technische Wärmelehre und Energiewirtschaft tätig. Seine Promotion erfolgte 1955.
Danach wurde er ab 1956 als Professor mit Lehrauftrag für Technische Wärmelehre an die Hochschule für Verkehrswesen in Dresden berufen. Ab Sommer 1958 wechselte er als Professor für Energiewirtschaft und Leiter des Instituts für Energiewirtschaft an die TH Dresden zurück. Er wurde hier Mitte 1963 zum Ordinarius für Technische Thermodynamik und zum Direktor des Instituts für Thermodynamik und Energiewirtschaft berufen. Er führte diesen Aufgabenbereich bis zu seiner Emeritierung im Jahre 1983 aus.
Elsner galt unter den Studenten und Mitarbeitern als ein herausragender Hochschullehrer. Er hielt Vorlesungen zur Technischen Thermodynamik, Wärmeübertragung, Chemischen Thermodynamik, Energiewirtschaft, Heizungs-, Lüftungs-, Klimatechnik, die durch ihre Exaktheit, methodische Klarheit und eine vorbildliche Rhetorik bekannt waren.
In seiner Forschungsarbeit besaß er einen breiten Überblick über die Erfordernisse der Vorlaufforschung auf nahezu allen energietechnisch relevanten Fachgebieten. Er hat sich sehr intensiv mit der Wasserdampfforschung befasst und hat die ersten Wasserdampftafel im Jahre 1958 herausgegeben. Weiterhin  hat er sich mit der Anwendung des 2. Hauptsatzes der Thermodynamik für ingenieurtechnische Prozessbewertungen befasst. In der DDR und darüber hinaus wurde er als Pionier bei der Einführung der exergetischen Bewertung angesehen.
Die von Elsner in seinem Institut betriebenen Forschungen waren breit angelegt und umfassten Heizungs-, Trocknungs- bis hin zu Kraftwerksproblemen. Ein Ausdruck der wissenschaftlichen Leistungsfähigkeit der Elsnerschen Schule sind die hervorgebrachten nahezu 550 Diplomanden, 120 betreute bzw. begutachtete Dissertationen sowie 11 Berufungen seiner akademischen Schüler zu ordentlichen Professoren, z. B. Wolfgang Fratzscher.
Elsner war auch in akademischen Ämtern wie Prodekan und Dekan sowie als Mitglied des Wissenschaftlichen Rates der TU Dresden langjährig tätig. Er hat auf diesem Wege auf die wissenschaftliche Profilierung der Fakultät Maschinenwesen der TU Dresden entscheidenden Einfluss genommen.

## Publikationen (Auswahl)
- Norbert Elsner (Bearb.): i, s-Diagramm für Wasserdampf bis 700° C und 300 ata ohne v-Linien nach den Werten von Wukalowitsch. Verlag Technik, Berlin 1954.
- Norbert Elsner, Klaus Köhler: Thermodynamische Untersuchungen zum Dampfkraftprozess mit Hilfe von Kreisprozesscharakteristiken. Abhandlungen der Deutschen Akademie der Wissenschaften, Klasse für Mathematik, Physik und Technik, Mitteilungen der Sektion für Maschinenbau. Akademie-Verlag, Berlin 1962.
- Norbert Elsner, Günther Kraft: Lehrbuch der Heizung-, Lüftungs- und Klimatechnik. Band 1: Heizungstechnik. Steinkopff,  Dresden 1969.
- Grundlagen der technischen Thermodynamik. Akademie-Verlag, Berlin 1973, 2. Auflage 1974, 3. Auflage 1975, 4. Auflage (unter Mitwirkung von Peter Böhmer) 1980, 5. Auflage 1982, 6. Auflage 1985; 7. Auflage 1988; Bertelsmann-Universitätsverlag, Düsseldorf 1974, ISBN 978-3-571-09255-1, 2. Auflage, Vieweg, Braunschweig; Wiesbaden 1980, 3. Auflage 1983.
- Norbert Elsner, Siegfried Fischer, Jochen Klinger: Thermophysikalische Stoffeigenschaften von Wasser (Formelsammlung). Deutscher Verlag für Grundstoffindustrie, Leipzig 1982, Ungarisch: Műszaki Könyvkiadó, Budapest 1986.
- Norbert Elsner, H. Müller: Aufgabensammlung zur technischen Thermodynamik. Deutscher Verlag für Grundstoffindustrie, Leipzig 1984.
- Norbert Elsner, Jochen Klinger: Mollier-h-s-Diagramm für Wasserdampf bis 800° C und 1000 bar mit v-Linien – Werte nach "The 1968 IFC formulation for scientific and general use". 3. Auflage. Deutscher Verlag für Grundstoffindustrie, Leipzig 1987.